# 김영은 (아나운서)
김영은(1989년 3월 3일 ~ )은 대한민국의 전 광주 MBC 아나운서이자 쇼호스트였다.

## 방송

### 텔레비전
- 생방송 빛날 (2014년 ~ 2016년, 광주MBC)

### 라디오
- 김영은과 함께하는 정오의 희망곡 (2014년 ~ 2016년, 광주MBC FM4U)

## 수상
- 2011년 미스코리아 전북 진(眞)

## 같이 보기
- 2011년 미스코리아
- 미스코리아 전북